# Norwich (New York)
Pour les articles homonymes, voir Norwich (homonymie).
Norwich est une cité (city) américaine et le siège du comté de Chenango, situé dans l'État de New York. Lors du recensement de 2010, sa population s’élevait à 7 190 habitants.

## Histoire
Le nom de la cité a pour origine la ville de Norwich en Angleterre.
La première cabane en bois a été construite en 1788 par le colonel William Monroe. La municipalité de Norwich s'est constituée en 1793 par la fusion des villes Union et Bainbridge). Après ça, Norwich a perdu une grande quantité de territoires avec l'émergence de nouvelles municipalités, notamment en 1806 avec Pharsalia, Plymouth et Preston, et en 1807 avec New Berlin et Columbus.

## Personnes notables
- Ruth Fulton Benedict, anthropologue
- Gail Borden, inventeur
- Bonnie Campbell, avocat et politicien de l'Iowa
- Edward J. Erickson, historien
- Calista Flockhart, actrice
- Harry Stack Sullivan, psychiatre et psychanaliste

## Galerie

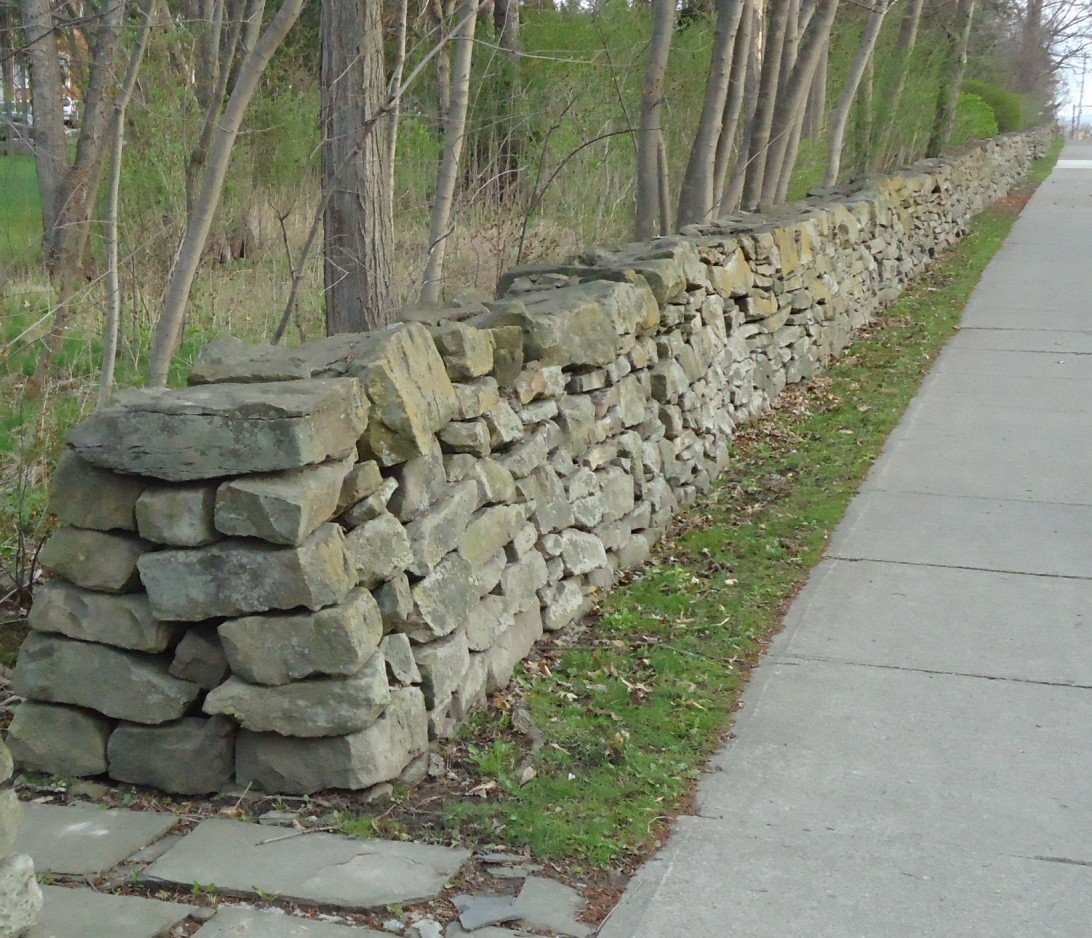
Mur de pierre
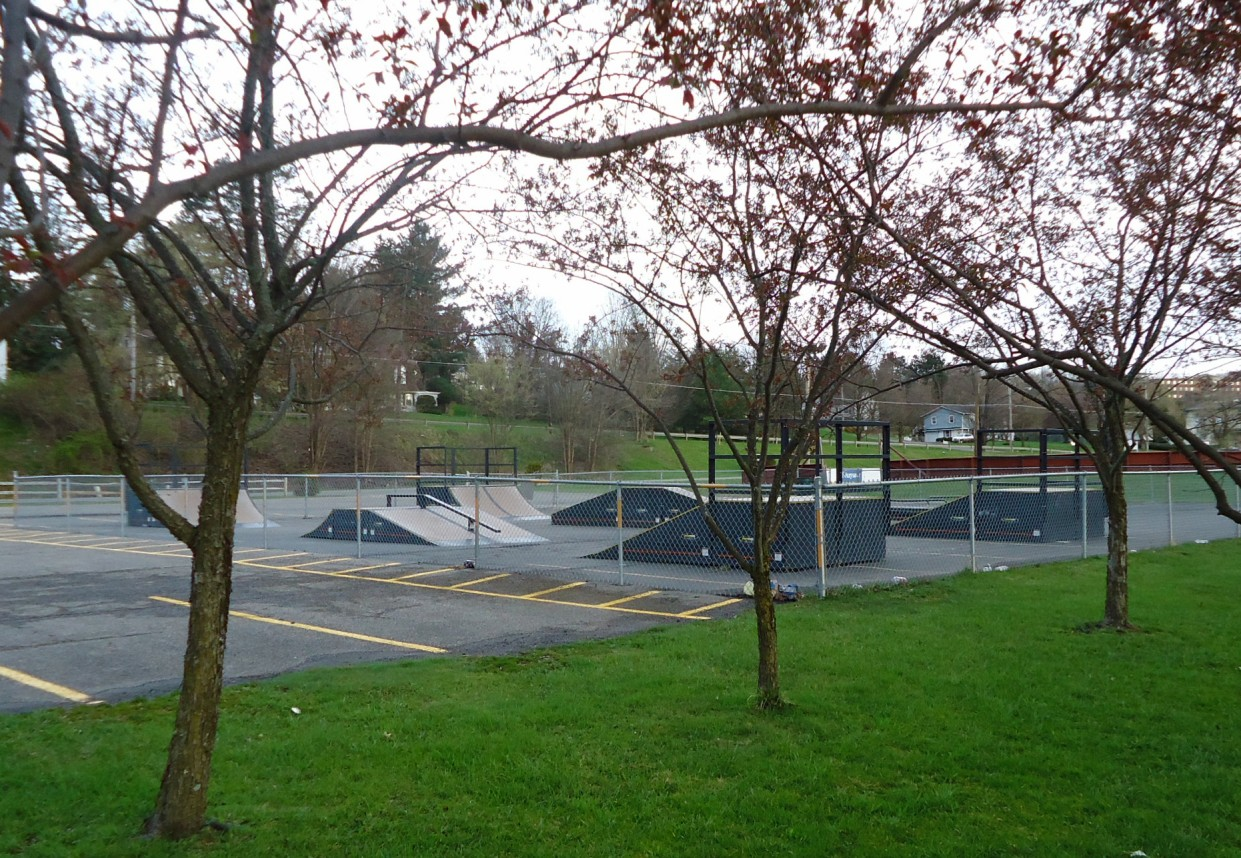
Parc de skateboard
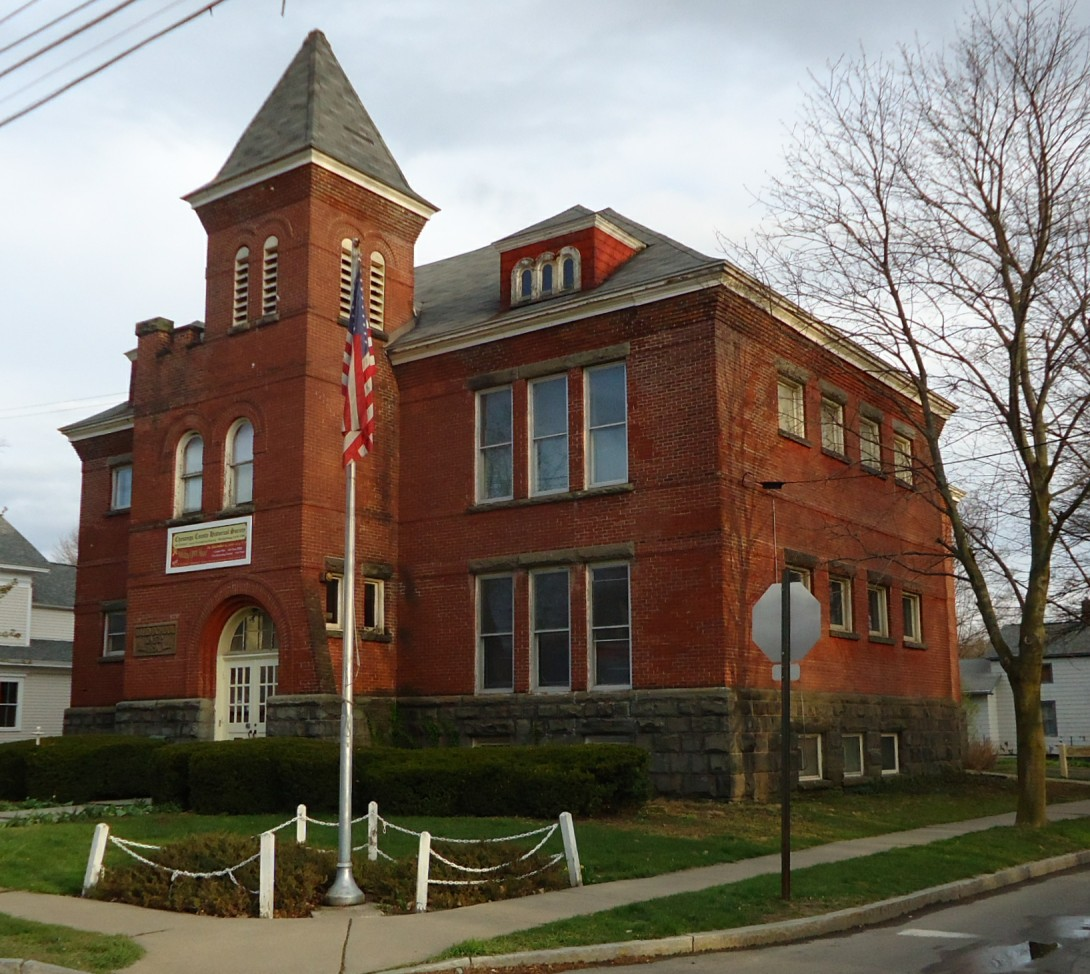
Bâtiment de préservation historique
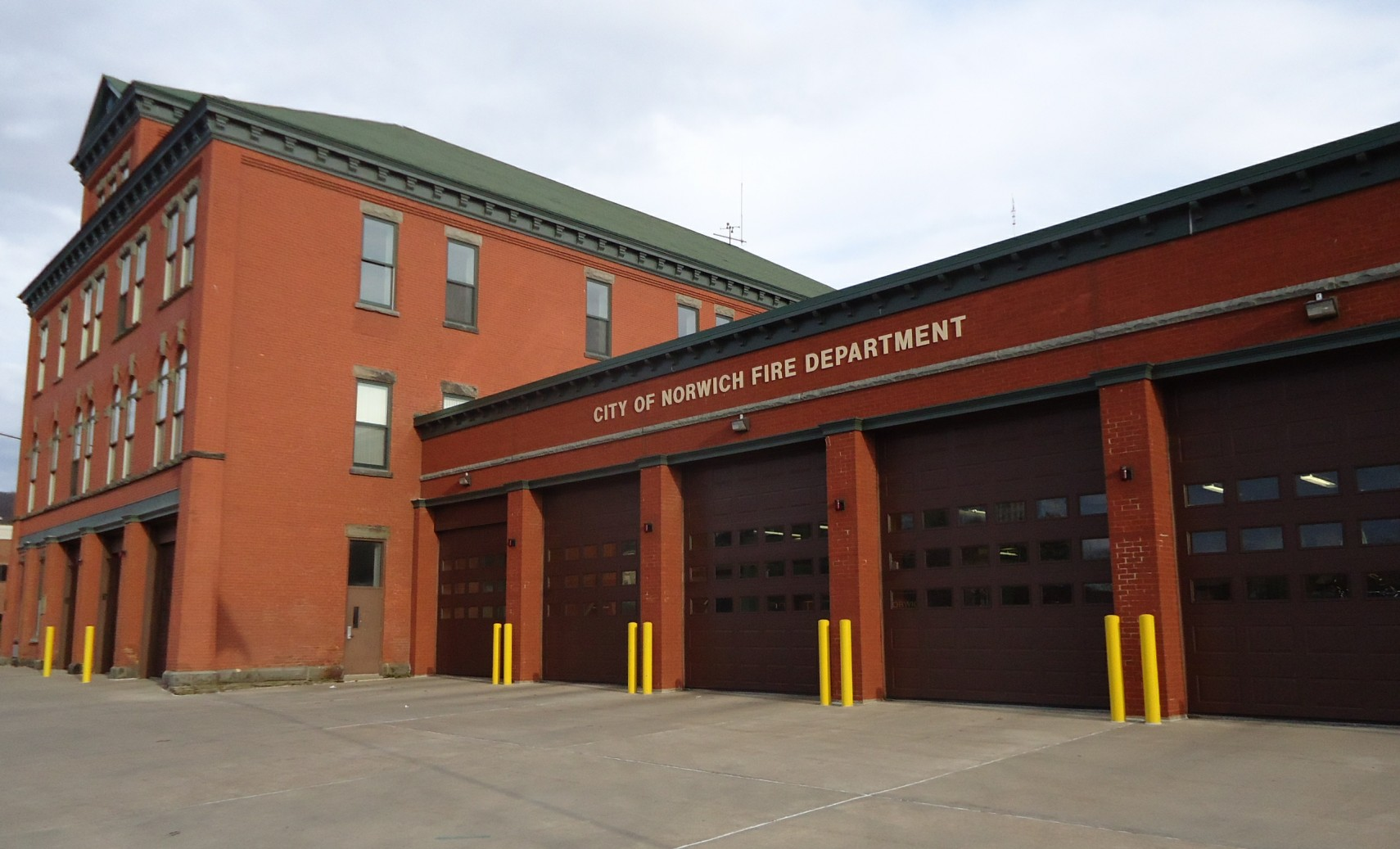
Caserne de pompiers
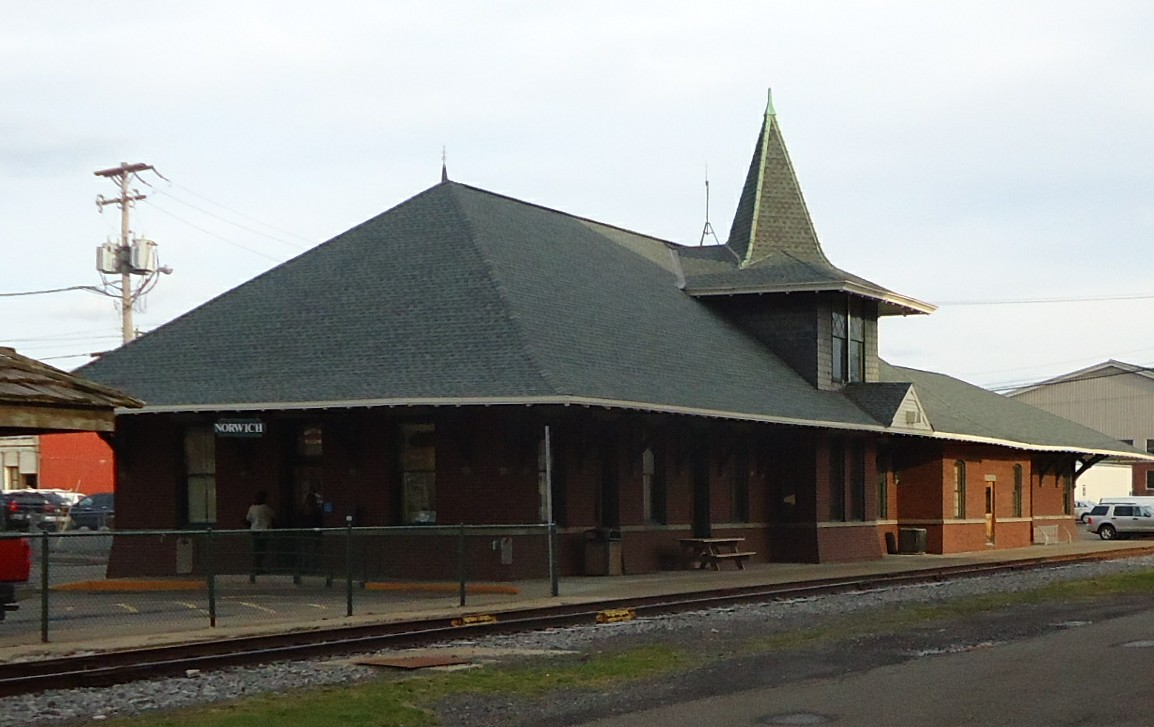
Gare
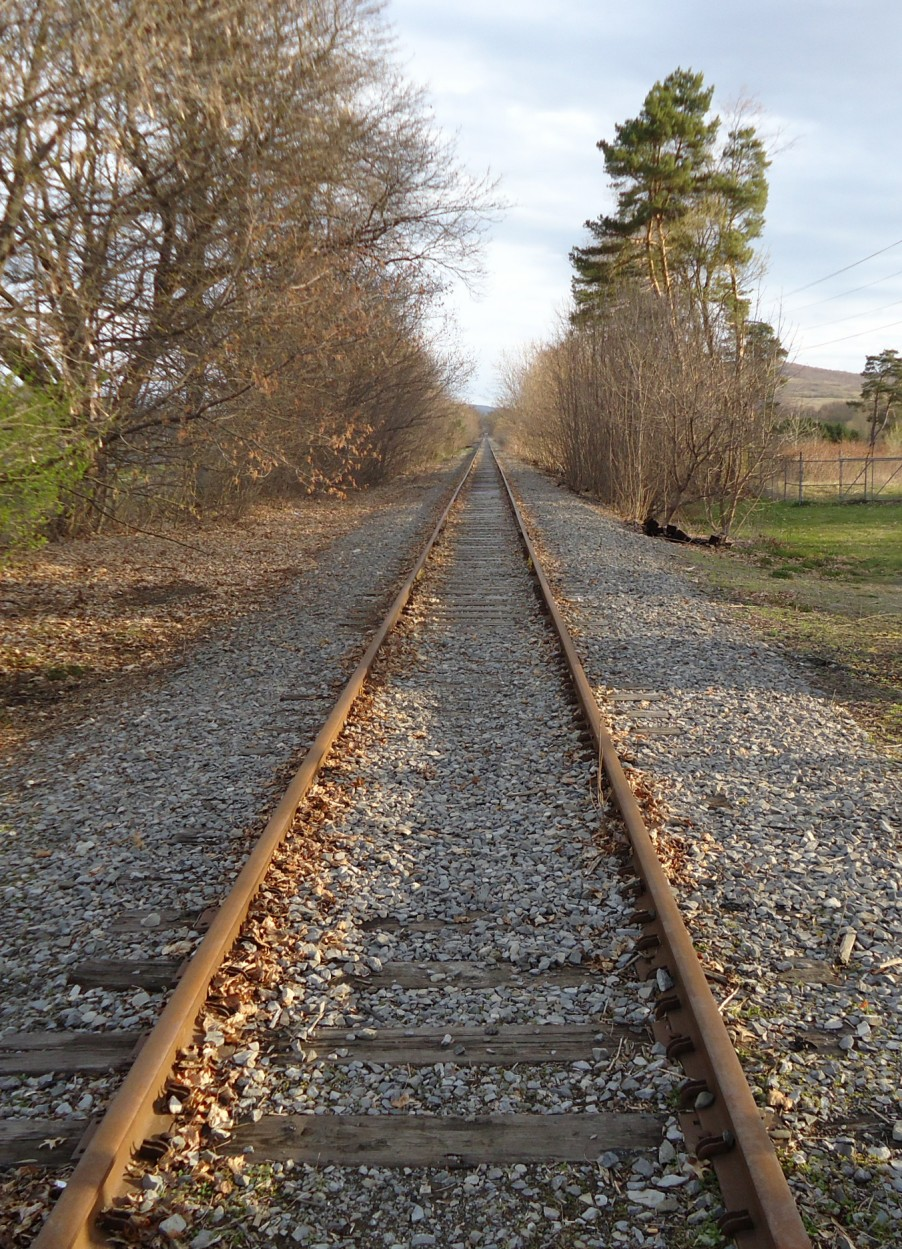
Rails
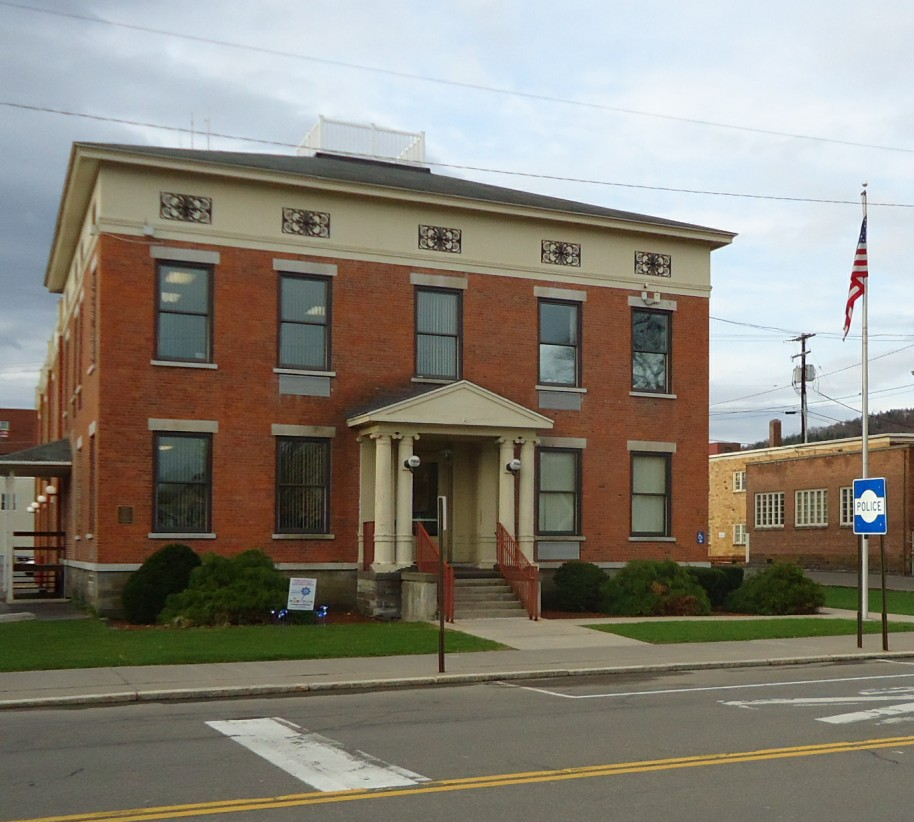
Commissariat
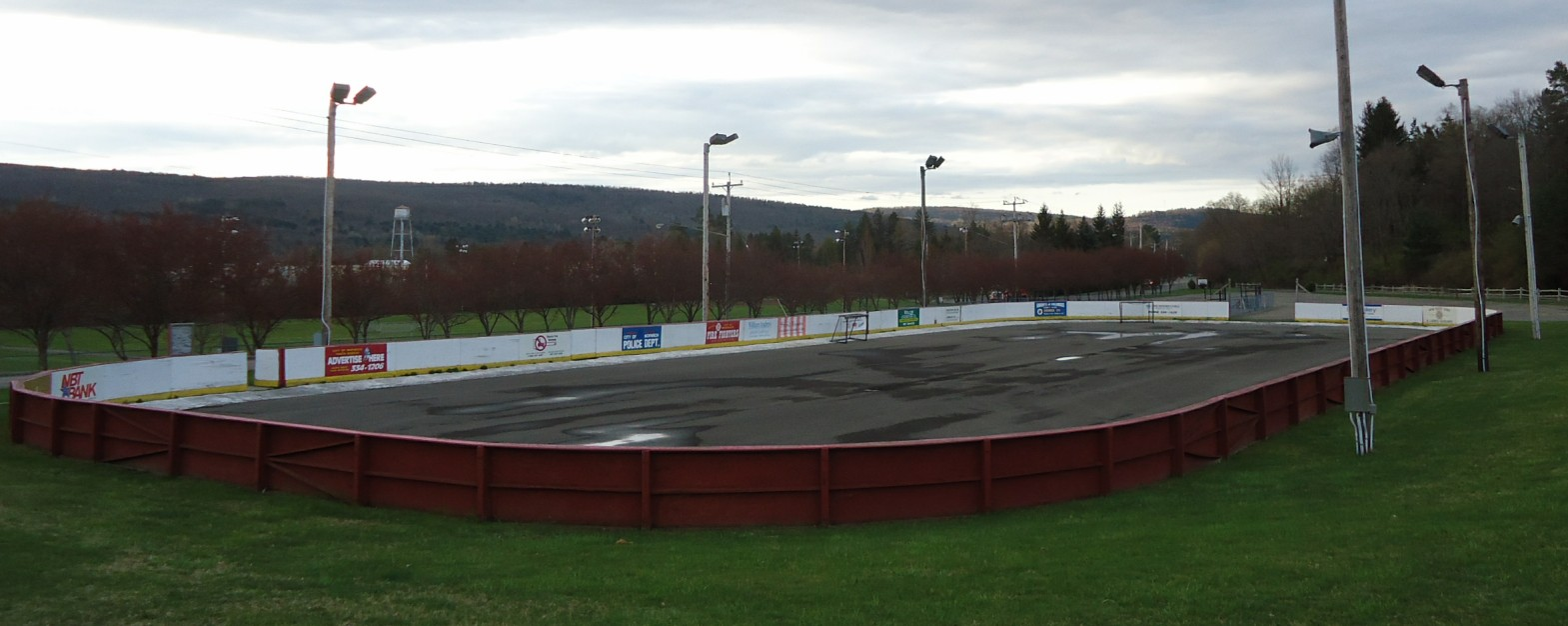
Terrain de patinage
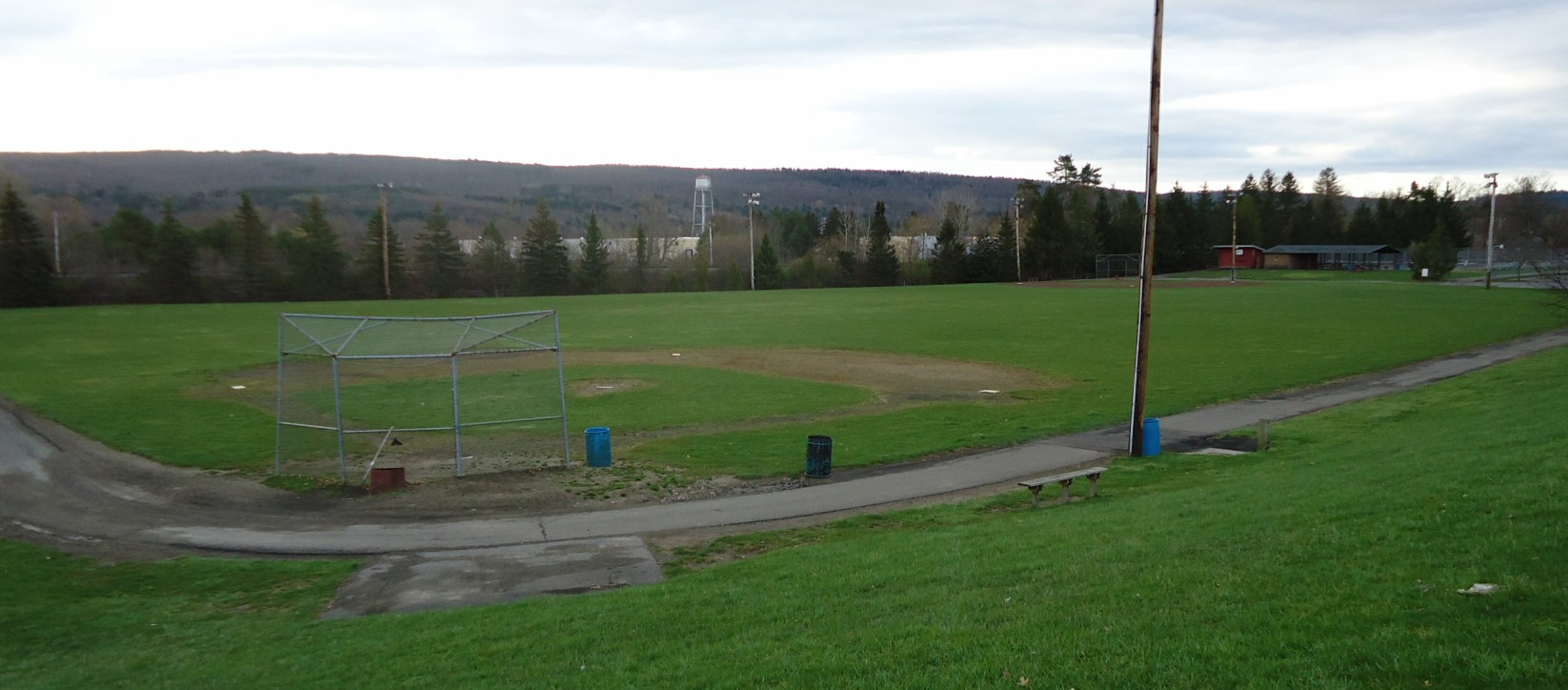
Terrain de baseball
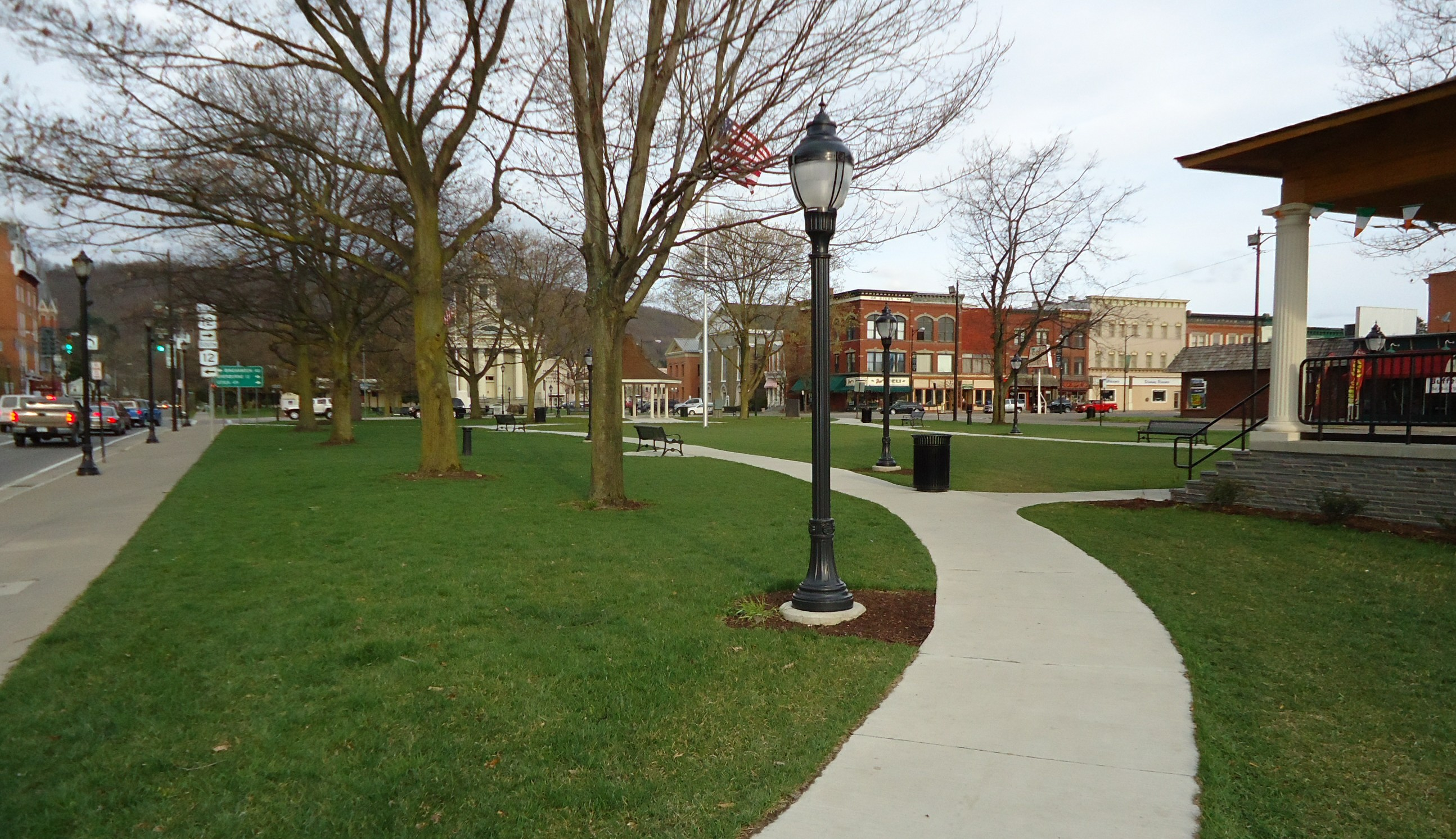
Parc public